# Clarence White
Clarence White, nome artístico de Clarence LeBlanc (7 de junho de 1944 - 14 de julho de 1973) foi guitarrista do The Byrds e também dos grupos Nashivlle West, Muleskinner e Kentucky Colonels. Foi considerado o 52º melhor guitarrista de todos os tempos pela revista norte-americana Rolling Stone.
Com a saída de Gram Parsons do The Byrds em 1968, foi convidado a se juntar ao grupo, permanecendo até sua dissolução em 1973 por Roger McGuinn.
White foi morto em 14 de julho de 1973 por um motorista bêbado, enquanto guardava o equipamento em seu carro após um show de reunião dos Kentucky Colonels.